# Metachroma immaculatum
Metachroma immaculatum är en skalbaggsart som beskrevs av Blake 1970. Metachroma immaculatum ingår i släktet Metachroma och familjen bladbaggar. Inga underarter finns listade i Catalogue of Life.